# Scudo fiscale
Scudo fiscale („Steuerlicher Schutzschild“) ist die Bezeichnung für eine Art der Steueramnestie in Italien.
Sie wurde bisher dreimal – in den Jahren 2001/2002, 2003 und 2009 – angewandt. 

## Scudo fiscale 2009
Der Scudo fiscale 2009 wurde im Rahmen eines Konjunkturpakets infolge der Finanz- und Wirtschaftskrise als Eilverordnung (DL 78/2009 vom 1. Juli 2009, Art.13-bis) vom italienischen Parlament beschlossen. Seit 15. September 2009 können illegal im Ausland gehaltene Vermögenswerte straffrei nach Italien zurückgebracht und so vor einer Verfolgung wegen Steuer- und Devisenvergehen geschützt werden. Ursprünglich sollte die Inanspruchnahme des „Schutzschildes“  bis 15. April 2010 möglich sein, das Zeitfenster wurde schließlich jedoch auf den 15. Dezember 2009 begrenzt. Der Scudo fiscale gilt für alle Steuerpflichtigen in Italien, die Vermögenswerte im Ausland besitzen.
Voraussetzung für die Straffreiheit ist, dass innerhalb einer definierten Frist alle vor dem 15. Dezember 2009 unter Umgehung der Melde- und Devisenbestimmungen im Ausland gehaltenen Vermögenswerte nach Italien zurückzuführen und richtigzustellen sind. Außerdem muss eine Abgeltungsteuer in Höhe von 5 % errichtet werden. Betroffen sind sowohl Geldwerte, als auch andere Vermögenswerte. Dies bedeutet, dass auch Immobilien, die an den italienischen Finanzbehörden vorbei im Ausland erworben wurden, innerhalb der Frist zu veräußern sind. Besonders stark betroffen von dieser Regelung sind in Italien lebende Schweizer, die Zweitwohnungen im italienischsprachigen Raum der Schweiz besitzen, vor allem im Tessin und Engadin, da Immobilienwerte nicht so einfach wie Bargeld und Wertpapiere zurück transferiert werden können. Werden die Vermögenswerte nicht deklariert, drohen bei Immobilien Strafen in Höhe von 10 bis 50 Prozent des Liegenschaftswerts.
Grund für den Scudo fiscale des Jahres 2009 sind Feststellungen der italienischen Steuerbehörden über massive Vermögensabflüsse aus Italien insbesondere in die Südostschweiz. Der italienische Finanzminister spricht von mehreren Milliarden Euro. Daher hat die italienische Steuerpolizei Guardia di Finanza Ende Oktober 2009 in einer Großrazzia in 22 italienischen Städten Filialen von vorwiegend schweizerischen, aber auch französischen und italienischen Banken durchsucht. Allein 76 Schweizer Vermögensverwalter wurden untersucht. Mit Infrarotkameras werden durch die Finanzpolizei derzeit alle italienischen Fahrzeuge, die ins Tessin einreisen, registriert. Dadurch erlitten die Tessiner Banken am Bankenplatz Lugano bereits erhebliche Geschäftseinbussen und fordern vom Bund eine außenpolitische Intervention.